# جاكي هاغينز
جاكي هاغينز (بالإنجليزية: Jackie Huggins)‏ هي كاتِبة ومؤرخة أسترالية، ولدت في 19 يناير 1956.